# Tano (Giappone)
Tano (田野町, Tano-chō ) è una città situata nel distretto di Aki , nella prefettura di Kōchi , in Giappone . Al 31 luglio 2022 , la città aveva una popolazione stimata di 2.530 abitanti in 1309 famiglie e una densità abitativa di 391 persone per km².  L'area totale della città è di 6,53 chilometri quadrati (2,52 miglia quadrate). Oltre 1000 residenti hanno più di 65 anni.  Tano è la città più piccola per area dell'isola di Shikoku, ed è la seconda per densità di popolazione nella prefettura di Kōchi, dopo la città di Kōchi.

## Geografia
Tano si trova nel sud-est della prefettura di Kōchi sull'isola di Shikoku , con una costa sull'Oceano Pacifico a sudAltri progetti

## Clima
Tano ha un clima subtropicale umido (Köppen Cfa) caratterizzato da estati calde e inverni freddi con leggere nevicate.

## Demografia
Secondo i dati del censimento giapponese,  la popolazione di Tano è diminuita costantemente dagli anni '60 e ora è inferiore a quanto non fosse un secolo fa.
| Anno | Pop.  | ±%     |
| ---- | ----- | ------ |
| 1920 | 3.247 | —      |
| 1930 | 3.550 | +9,3%  |
| 1940 | 3.526 | −0,7%  |
| 1950 | 4.892 | +38,7% |
| 1960 | 5.124 | +4,7%  |
| 1970 | 4.323 | −15,6% |
| 1980 | 4.149 | −4,0%  |
| 1990 | 2.682 | −35,4% |
| 2000 | 3.315 | +23,6% |
| 2010 | 2.931 | −11,6% |

## Storia
Come tutta la prefettura di Kōchi, l'area di Tano faceva parte dell'antica provincia di Tosa . Il nome del distretto di Aki appare nel periodo Nara . Durante il periodo Heian , Takada Hokkyo, un nobile della corte imperiale stabilì una proprietà terriera shōen a Tano. Durante il periodo Edo , l'area faceva parte dei possedimenti del dominio Tosa governato dal clan Yamauchi dalla loro sede presso il castello di Kōchi . L'area faceva parte di un hub di trasporto marittimo, soprattutto per la spedizione di legname, che era una delle principali fonti di reddito per Tosa Domain. Durante il periodo Bakumatsu, 23 samuraifurono giustiziati il 5 settembre 1864 sulla riva del fiume Nahari per aver chiesto il rilascio di Takechi Hanpeita . Il villaggio di Tano fu istituito con la creazione del moderno sistema dei comuni il 1 ottobre 1889. Fu elevato allo stato di città il 1 maggio 1920.

## Governo
Tano ha una forma di governo sindaco-consigliere con un sindaco eletto direttamente e un consiglio comunale unicamerale di otto membri. Tano, insieme agli altri comuni del distretto di Aki, contribuisce con un membro all'Assemblea della prefettura di Kōchi . In termini di politica nazionale, la città fa parte del 1º distretto di Kōchi della Camera Bassa della Dieta del Giappone.

## Economia
L'economia di Tano è incentrata sulla pesca commerciale , l'agricoltura e la trasformazione alimentare su piccola scala.

## Formazione scolastica
Tano ha una scuola elementare pubblica e una scuola media pubblica gestite dal governo della città e una scuola superiore pubblica gestita dal Kōchi Prefectural Board of Education.
- (JA) Sito ufficiale, su tanocho.jp.